# 布赖斯·霍尔
布赖斯·迈克尔·霍尔（英語：Bryce Michael Hall，1999年8月14日—）是一名美国網絡紅人和拳击手。他因在TikTok（抖音海外版）和YouTube上发布视频而广为人知。截至2021年11月1日，他的TikTok账户拥有2,400万粉丝，YouTube频道拥有300万订阅者。
在2021年6月“YouTubers vs. TikTokers”活动的拳击表演赛中，霍尔输给了奥斯汀·麦克布鲁姆（Austin McBroom）。在2023年8月的裸拳格斗锦标赛48：阿尔伯克基站上，他战胜了此前战绩3胜0负的职业拳手吉·佩雷斯（Gee Perez）。

## 拳击生涯
2021年6月12日，霍尔在佛罗里达州迈阿密加登斯硬石体育场的“YouTubers vs. TikTokers”表演赛中首次亮相拳击赛，对手是美国YouTube视频创作者奥斯汀·麦克布鲁姆（Austin McBroom）。在此次活动中，不同的YouTube视频创作者和TikTok视频创作者相互对阵。麦克布鲁姆在第三回合通过技术性击倒击败了霍尔。

## 裸拳拳击生涯
2023年8月11日，霍尔在裸拳格斗锦标赛的阿尔伯克基站中首次亮相裸拳拳赛，对手是职业拳手吉·佩雷斯（Gee Perez），比赛地点为新墨西哥州阿尔伯克基的廷格利竞技场（Tingley Coliseum）。霍尔在第二回合结束时被医生叫停，通过技术性击倒击败了佩雷斯。

## 个人生活
霍尔出生于1999年8月，在马里兰州埃利科特市由母亲莉萨（Lisa）抚养长大。
2018年，霍尔搬家到加利福尼亚州洛杉矶，后来成为组合的创办者。2020年，霍尔与TikTok视频创作者艾迪生·雷约会，次年两人分手。